# Хевел, Хектор
Хе́ктор Алекса́ндер Хе́вел (нидерл. Hector Alexander Hevel; 15 мая 1996, Лейдсендам, Нидерланды) — нидерландский футболист, полузащитник клуба «Гуанси Пинго Халяо».

## Карьера
Воспитанник «АДО Ден Хааг», где и начал профессиональную карьеру. За основной состав команды дебютировал 24 октября 2014 года в матче Эредивизи против клуба «Дордрехт», в котором он вышел на замену на 73-й минуте вместо Ксандера Хауткопа. В январе 2017 года подписал контракт с кипрским клубом АЕК Ларнака.

## Достижения
АЕК Ларнака
- Обладатель Кубка Кипра: 2017/18
- Обладатель Суперкубка Кипра: 2018